# Zariczne (hromada Stryj)
Zariczne (ukr. Зарічне) – wieś na Ukrainie, w obwodzie lwowskim, w rejonie stryjskim, w hromadzie Stryj. W 2001 roku liczyła 546 mieszkańców.
Do 1946 roku miejscowość nosiła nazwę Balicze Zarzeczne (ukr. Баличі Зарічні, Bałyczi Zariczni).
Za II Rzeczypospolitej do 1934 samodzielna gmina jednostkowa. Następnie należała do zbiorowej wiejskiej gminy Sokołów w powiecie stryjskim w woj. stanisławowskiem. Po wojnie wieś weszła w struktury administracyjne Związku Radzieckiego.